# Кенни, Джет
Джетт Кенни (англ. Jett Kenny; род. 1994) — австралийский спортсмен, модель и телезвезда.
Сын айронмена Гранта Кенни и пловчихи Лизы Карри. Кенни участвовал в профессиональных соревнованиях по серф-лайфсейвингу (англ. surf lifesaving) с шести лет.
В 2016 году Кенни стал резидентом Vivien’s Models.
В 2018 году Кенни участвовал в Australian Ninja Warrior и был одним из восьми знаменитостей, появившихся в шоу телеканала Seven Network «The Real Full Monty».
В 2019 году Кенни участвовал в шоу «Танцы со звездами» канала Network Ten, где он занял четвёртое место.
В 2021 году Кенни анонсировал свое участие в SAS TV Show.

## Личная жизнь
Кенни спровоцировал некоторые публичные дискуссии о родительской дисциплине в 2018 году после публикации видео в его Instagram о плохом поведении ребёнка в зале ожидания врача с подписью «Хорошенько врежьте своему ребёнку». Джейн Каро раскритиковала отношение Кенни и сказал, что родители не нуждаются в подобных комментариях от незнакомцев.
В сентябре 2020 года старшая сестра Кенни Джайми Ли умерла после долгой болезни.